# I Could Fall in Love
I Could Fall in Love é uma canção da cantora mexicano-americana de Tejano pop, Selena, do seu sexto álbum de estúdio, "Dreaming of You" de 1995.

## Cara e Coroa Internacional
A canção esteve incluída na trilha sonora internacional da novela "Cara e Coroa" da Rede Globo, exibida entre 1995 e 1996. Esta trilha foi responsável por divulgar a canção, pois quando foi lançada no final de 1995 a cantora já havia morrido.

## Chart performance
| Gráfico (1995)                                | Posição |
| --------------------------------------------- | ------- |
| U.S. Billboard Hot Latin Tracks               | 2       |
| U.S. Billboard Hot Radio Songs                | 25      |
| U.S. Billboard Latin Tropical/Salsa Airplay   | 4       |
| U.S. Billboard Latin Regional Mexican Airplay | 5       |
| U.S. Billboard Hot Adult Top 40 Tracks        | 17      |
| U.S. Billboard Hot 100 Airplay                | 8       |
| New Zealand Album Charts                      | 10      |